# أوين ويلز (كرة سلة)
أوين ويلز (بالإنجليزية: Owen Wells)‏ مواليد 09 ديسمبر 1950 في بروفيدنس - الوفاة 27 أبريل 1993، كان لاعب كرة سلة أمريكي. بدأ مسيرته الاحترافية في سنة 1974. تم اختياره من قبل فريق هيوستن روكتس خلال الدرافت. حمل الرقم 30. بلغ طوله 6 قدم 7 بوصة (2.0 م). اعتزل اللعب في 1985.

## المسيرة الاحترافية
لعب مع هيوستن روكتس في موسم 1974–1975، ثم لعب مع فيرتوس بالاكانسترو بولونيا في موسم 1978–1979، ثم لعب مع سيدني كينجز في الدوري الأسترالي في موسم 1982–1983.

## روابط خارجية
- أوين ويلز على موقع إن بي أي (الإنجليزية)
- أوين ويلز على موقع سبورتس رفرنس (الإنجليزية)
- أوين ويلز على موقع كلية كرة السلة في سبورتس رفرنس.كوم (الإنجليزية)
- أوين ويلز على موقع ريلجم (الإنجليزية)
- أوين ويلز على موقع بروبوليرز (الإنجليزية)